# Gamasiphis mediosetosus
Gamasiphis mediosetosus är en spindeldjursart som beskrevs av Wolfgang Karg 2003. Gamasiphis mediosetosus ingår i släktet Gamasiphis och familjen Ologamasidae. Inga underarter finns listade i Catalogue of Life.